# Heinrich Sylvester Theodor Tiling
Heinrich Sylvester Theodor Tiling, né le 31 décembre 1818 à Limbaži, Empire russe et mort le 6 décembre 1871 à Nevada City.
Médecin employé par la Russian North American Co. Il fait de nombreuses récoltes de spécimens en Sibérie, ainsi qu'en Alaska et en Californie de 1868 à 1871.

## Source
- John Hendley Barnhart (1965). Biographical Notes upon Botanists. G.K. Hall & Co. (Boston).